# Мария Нейкова
Мария Нейкова е българска поп певица и композиторка.

## Биография
Родена е 21 декември 1945 година в Пловдив, България. Висшето си музикално образование завършва в Академията за музикално, танцово и изобразително изкуство в Пловдив, а през 1968 година завършва полувисшия Естраден отдел към Българската държавна консерватория в София.
Работи като певица в ГДР, но през 1968 година се завръща в България. Кариерата ѝ като изпълнител започва в края на 1968 г. с дебют в зала „България“ с последвал голям успех. Става солистка на оркестър „София“.
През 1969 г. получава първа награда на фестивала „Златният Орфей“ за песента „Закъснели срещи“ – дует с Михаил Белчев.
Песента „Яворова пролет“ (м. Светозар Русинов), изпълнена съвместно с Паша Христова и Мими Иванова, е отличена с първа награда в радиоконкурса „Пролет“ – 1970 година.
В края на 1971 година е заснет новогодишният мюзикъл „Козя пътека“, в който певицата заедно с Паша Христова участват и изпълняват народни песни. Скоро след това Паша Христова загива в тежка самолетна катастрофа при излитане от летище София. В самолета се намира и Мария Нейкова, която оцелява по чудо с тежки наранявания. От коляното надолу Мария има 54 хирургически шева и преживява 6 операции. След смъртта на Паша Христова на 21 декември 1971 г. Мария Нейкова никога повече не празнува рождения си ден.
Все пак съвместният им мюзикъл е излъчен през същата година.
През 1972 година печели „Мелодия на годината“ с песента „Добър вечер, лека нощ“.
През 1973 година печели втора награда на фестивала „Златният Орфей“ за песента „Имам земя“, но това е и най-високото отличие, тъй като първа награда не е присъдена. Същата година тя композира и изпълнява песента към филма „Козият рог“.
През 1975 година „Балкантон“ издава първата ѝ дългосвиреща грамофонна плоча.
Амплоа на певицата са лиричните балади и успешните ѝ адаптации на фолклора в поп музиката. Като изпълнителка концертира не само в България, но и в чужбина: Русия, Унгария, ГДР, Полша, Алжир. Музика за нея са писали Тончо Русев, Зорница Попова, Атанас Косев, Александър Йосифов, Светозар Русинов, Петър Ступел и др. Била е солистка на оркестър „София“.
Мария Нейкова е авторка на около 100 поп песни. Особено популярни са баладите ѝ „Светът е за двама“ (1980 година, изп. Орлин Горанов) и „Ще ти говоря за любов“ (2001 година, изп. Стефан Митров). Пише също така музика за филми и театрални спектакли.
Умира на 1 август 2002 година, на 56-годишна възраст, в София.
През 2009/2010 година музикална компания „BG Music company“ издава два компактдиска „Златните хитове“ – 1 и 2 част, с най-доброто от Мария Нейкова. В единия диск са поместени песни само на Мария Нейкова и няколко дуета, не особено популярни. В другия диск има и нейни песни, писани за други български поп изпълнители.

## Памет
На Мария Нейкова е наречена улица в квартал „Дружба“ в София (Карта).

## Дискография

### Малки плочи
- 1973 – „Мария Нейкова“ (Балкантон – ВТМ 6522)
- 1973 – „Мария Нейкова“ (Балкантон – ВТК 3018)
- 1979 – „Мария Нейкова“ (Балкантон – ВТК 3477)

### Дългосвирещи плочи
- 1975 – „Мария Нейкова“ (Балкантон – ВТА 1640)
- 1990 – „За себе си и за другите“ (Балкантон – ВТА 12456, ВТА 12457) (две плочи)

### Компактдискове
- 2009 – „Златните хитове 1“ (BG Music commpany)
- 2010 – „Светът е за двама. Мария Нейкова и приятели. Златните хитове 2“ (BG Music commpany)

## Тв мюзикъл
- 1971 – „Козя пътека“ (Йордан Радичков), мюзикъл с участието на Паша Христова